# マントン・マーブル
マントン・マーブル（Manton Marble、1834年11月16日 - 1917年7月24日）は、アメリカ合衆国のジャーナリスト、新聞発行者である。1862年に『ニューヨーク・ワールド』紙を買収し、同紙を売却する1876年まで編集長を兼任した。

## 若年期と教育
マーブルは1834年11月16日にマサチューセッツ州ウースターで生まれた。1855年、20歳でロチェスター大学を卒業してボストン・ジャーナル社に入社し、『ボストン・イヴニング・トラヴェラー』紙の編集者になった。1858年にニューヨークに移って『ニューヨーク・イブニング・ポスト』紙の編集スタッフに加わった。1859年、イブニング・ポスト紙の特派員としてレッド川流域に赴任した。赴任中に『ハーパーズ・マガジン』に3つの記事を寄稿した。

## ニューヨーク・ワールド
1862年、マーブルは1860年に創刊された『ニューヨーク・ワールド』紙を買収し、その編集長となった。マーブルはワールド紙を、自由貿易を支持する民主党寄りの紙面に変えた。1863年のニューヨーク徴兵暴動の際には、『ニューヨーク・トリビューン』や『ニューヨーク・タイムズ』のような共和党系の新聞とは違い、マーブルのワールド紙のオフィスは襲撃されなかった。
1864年、ワールド紙に掲載されたリンカーン大統領からのものとする文書が偽造であることが判明し、ワールド紙は詐欺罪で起訴された。リンカーンはマーブルを逮捕し、ワールド紙のオフィスを軍の監視下に置いた。ワールド紙は3日後に発行を再開することが許された。
1872年の大統領選挙で、ワールド紙は、自由共和党から出馬し民主党の公認を受けたホレス・グリーリーの選挙活動に対し猛烈に反対した。1876年の大統領選挙で民主党候補のサミュエル・ティルデンが敗北したことに嫌気がさし、選挙後にワールド紙を売却した。
1885年、複本位制会議の代表としてヨーロッパに行った。1888年にはマンハッタンクラブの会長に就任した。マーブルは1917年7月24日、イギリスで82歳で死去した。

## 著作物
- Marble, Manton. A Secret Chapter of Political History. The Electoral Commission. The Truth Concerning Samuel J. Tilden, President, De Jure, Disclosed and Stated against Some False Representations of His Action, Advice and Conduct During the Winter of 1876-7. 1878.
- Marble, Manton. Fraser River. New York: Dexter & Brother and Ross & Tousey, 1858.
- Mercer, Alexander G., and Manton Marble. Bible Characters, Being Selections from Sermons of Alexander Gardiner Mercer, D.D. (1817–1882). New York: G.P. Putnam's Sons, 1885.
- Marble, Manton, and Abraham Lincoln. Letter to Abraham Lincoln. New York: Priv. Print, 1867.
- Marble, Manton. To Red River & Beyond. S.l: s.n, 1860.
- Marble, Manton. Freedom of the Press Wantonly Violated: Letter of Mr. Marble to President Lincoln, Reappearance of the Journal of Commerce, Opinions of the Press on This Outrage. New York: s.n, 1864.
- Marble, Manton, and Abraham Lincoln. The Papers of Manton Marble. Washington, D.C.: Library of Congress, 1852.
- Marble, Manton. The Ancient and Modern Idea of a State. 1855.